# Baloji (Rapper)

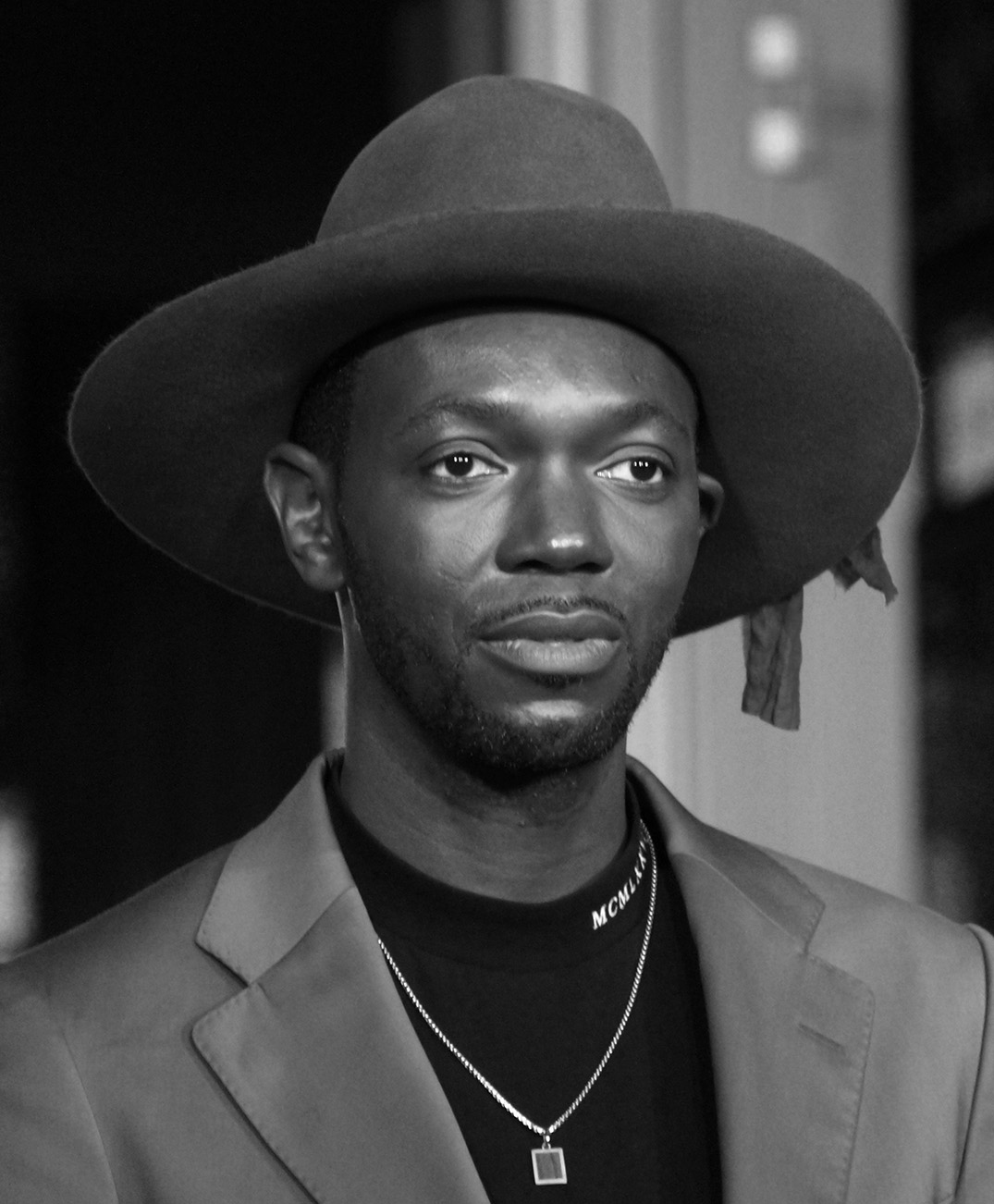
Baloji (2020)

Baloji (* 12. September 1978 in Lubumbashi, Zaire (heute D.R. Kongo), bürgerlich Serge Tshiani) ist ein belgischer Rapper und Filmemacher kongolesischer Herkunft. Als MC Balo in der Gruppe Starflam bekannt geworden, verließ er 2004 die Gruppe und begann ab 2006 eine Karriere als Solokünstler. 2019 gewann sein Film Zombies bei den Internationalen Kurzfilmtagen Oberhausen 2019 den Hauptpreis.

## Leben
Baloji wurde in Lubumbashi geboren und zog mit seinem Vater als Kind nach Belgien, seine Mutter blieb in dem damals noch Zaire genannten Staat. Mit 15 Jahren gründete er mit Freunden die Rap-Gruppe Starflam. 1998 brachten sie ihr erstes Album Starflam heraus. 2004 verließ er die Gruppe und begann ab 2006 seine Karriere als Solo-Künstler. 2008 brachte er sein erstes Solo-Album Hotel Impala heraus. 2010 wurde sein Album Kinshasa Succursale veröffentlicht, 2015 folgte 64 Bits and Malachite. 2016 trat er auf dem Festival Les Ardentes in Liège auf. Seine jüngste Veröffentlichung ist 137 Avenue Kaniama von 2018.
2019 veröffentlichte er seinen Kurzfilm Zombies, der bei den Internationalen Kurzfilmtagen 2019 den Hauptpreis gewann. In dem Film treten Gaëlle Kibikonda, Popaul Amisi, Divine Bamba, Kevin Shakira und weitere auf. Der Film wurde in der D.R. Kongo und Belgien produziert.

## Diskografie

### Mit Starflame
- 1998: Starflam [Discipline Records / Rough Trade]
- 2000: Live & Direct [Warner Music Benelux]
- 2001: Survivant [Capitol/EMI]
  - 2002: Survivant - Édition Spéciale (EMI)
- 2003: Donne moi de l'amour [Hostile/EMI]
  - 2004: Donne moi de l'amour - Édition Deluxe (EMI)

### Solo
- 2008: Hotel Impala
- 2010: Kinshasa Succursale
- 2015: 64 Bits and Malachite
- 2018: 137 Avenue Kaniama

## Filmografie

### Als Regisseur
- 2019: Zombies (D.R. Kongo, Belgien)
- 2023: Omen (Belgien, Deutschland, Frankreich, Niederlande, Südafrika, D.R. Kongo)

### Als Schauspieler
- 2011: Bullhead (Rundskop)
- 2017: Hoe kamelen leeuwen worden
- 2019: Binti – Es gibt mich! (Binti)

## Preise
- 2020: Prix Festivals Connexion - Region Auvergne-Rhône-Alpes für den Film Zombies"